# 吕永寿
吕永寿（？—），中华人民共和国政治人物、外交官。
1999年，接替李祖沛担任中华人民共和国驻加纳大使。2003年，由张克远接任。